# Macušima

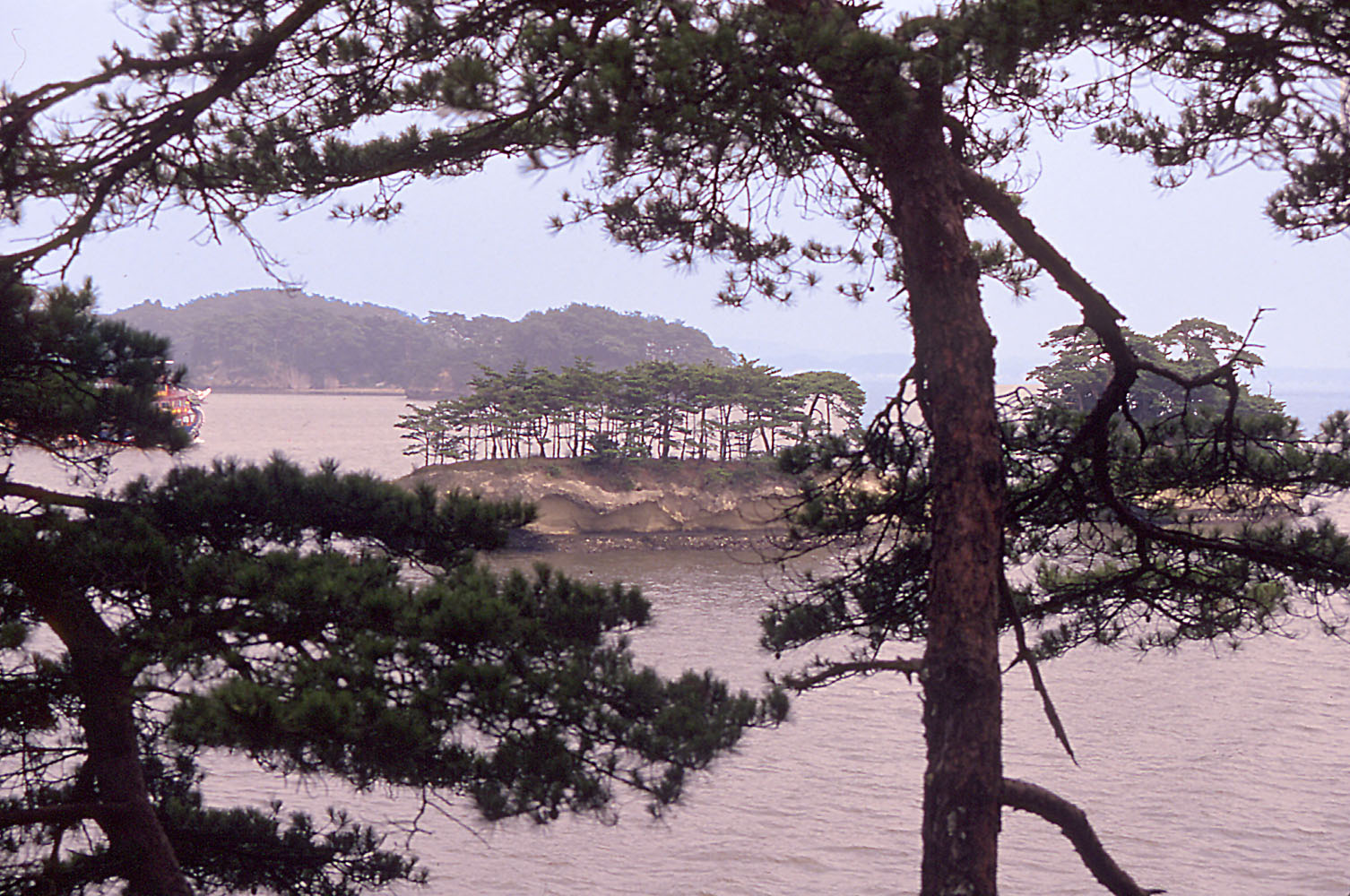
Jeden z ostrovů Macušima

Macušima (japonsky 松島) je skupina ostrůvků v prefektuře Mijagi v Japonsku. Skupina asi 260 malých ostrůvků je porostlá borovicemi, díky kterým získala své jméno Macušima (Borovicové ostrovy, případně Sosnové ostrovy) – macu (松) je japonsky borovice a šima (島) ostrov(y).
Macušima patří mezi tzv. Tři slavné japonské scenérie.
Díky nedalekému městu Sendai (hlavní město prefektury) je Macušima snadno dostupná pro zástupy turistů.
Navzdory silnému zemětřesení a tsunami v Sendai v roce 2011 nebyl žádný z ostrovů významněji poškozen, ale v oblasti zemřelo 7 lidí.
Na pevnině je čtveřice dobře známých míst, odkud lze vidět na Macušimu, která jsou známá jako Velkolepý pohled (壮観 sókan), Nádherný pohled (麗観 reikan), Čarovný pohled (幽観 júkan) a Působivý pohled (偉観 ikan).